# Ophiomyia nona
Ophiomyia nona är en tvåvingeart som beskrevs av Spencer 1969. Ophiomyia nona ingår i släktet Ophiomyia och familjen minerarflugor.
Artens utbredningsområde är Alberta. Inga underarter finns listade i Catalogue of Life.